# Arne Arnardo
Arne Otto Lorang Arnardo, född 19 oktober 1912 i Sarpsborg, död 4 maj 1995, var en norsk cirkusartist.
Arnardo började som ekvilibrist, trapetsartist och ormtjusare och uppträdde senare som trollkarl och hypnotisör. Han ledde Cirkus Arnardo från 1949. Han medverkade i filmerna Cirkus Fandango (1954) och To fluer i ett smekk (1973) samt i teaterföreställningarna August, August, August 1970 och Skrinet med det rare 1975, båda på Oslo Nye Teater. Han publicerade 1962 sin självbiografi, Sirkusliv.

## Filmografi
- 1954 – Cirkus Fandango
- 1973 – To fluer i ett smekk